# Église Saint-Nicolas du Foix
L'actuelle église Saint-Nicolas du Foix (ou ancienne église de l'abbaye Saint-Laumer de Blois) ne doit pas être confondue avec l'église homonyme originelle, construite à un autre endroit et aujourd'hui disparue.
L'église Saint-Nicolas du Foix est une église catholique de style roman située à Blois, dans le département de Loir-et-Cher, en France.
L'édifice est classé au titre des monuments historiques par la liste de 1840.

## Description
L'actuelle église Saint-Nicolas du Foix se situe dans le quartier historique du Foix, à l'ouest du centre-ville de Blois, dans le département de Loir-et-Cher, dans la région Centre-Val de Loire. L'église actuelle porte en héritage le vocable d'une autre église détruite pendant la Révolution, mais l'édifice est bien plus ancien car il était l'abbatiale de l'abbaye Saint-Laumer.
L'église est classée au titre des monuments historiques depuis la première liste de 1840.

## Historique

### Historique de l'église Saint-Nicolas originelle
La dernière église Saint-Nicolas de Blois se trouvait en contrebas de l'hôtel de Bretagne, entre les actuels degrés Saint-Nicolas et la rue Anne de Bretagne. Fondée au XIe siècle, elle est la première église paroissiale du quartier du Foix, alors que la paroisse Saint-Lubin, pourtant toute proche, ne couvre que le Bourg-Moyen, mais l'importance grandissante du quartier mène à la construction d'une église Saint-Pierre du Foix. Toutes deux dépendaient néanmoins de l'abbaye de Bourg-Moyen jusqu'à la construction de l'abbaye Saint-Laumer au XIIe siècle. Lorsque l'église Saint-Pierre du Foix est détruite en 1362, la paroisse de Saint-Nicolas couvrait de nouveau l'ensemble du quartier du Foix (à l'exception de l'abbaye Saint-Laumer qui était par ailleurs protégée à l'intérieur du mur d'enceinte de la ville), mais également les Grouëts, la Vicomté et le quartiers des Granges.
En 1792, l'église est saisie en tant que propriété nationale, puis vendue, et finalement démolie. C'est à cette date que la fonction paroissiale et le vocable de Saint-Nicolas ont été transférés à l'église de l'abbaye Saint-Laumer.

### Historique de l'abbatiale Saint-Laumer élevée en église Saint-Nicolas
L'édifice constituant l'actuelle église Saint-Nicolas correspond à l'origine à l'église de l'abbaye Saint-Laumer, construite à partir de 1107 (d'où sa denomination commune d'abbatiale). Le chœur, le transept et la première travée de la nef sont construits entre 1138 à 1186. L'église est terminée au début du XIIIe siècle, sans que les deux clochers ne soient alors couverts de toiture.

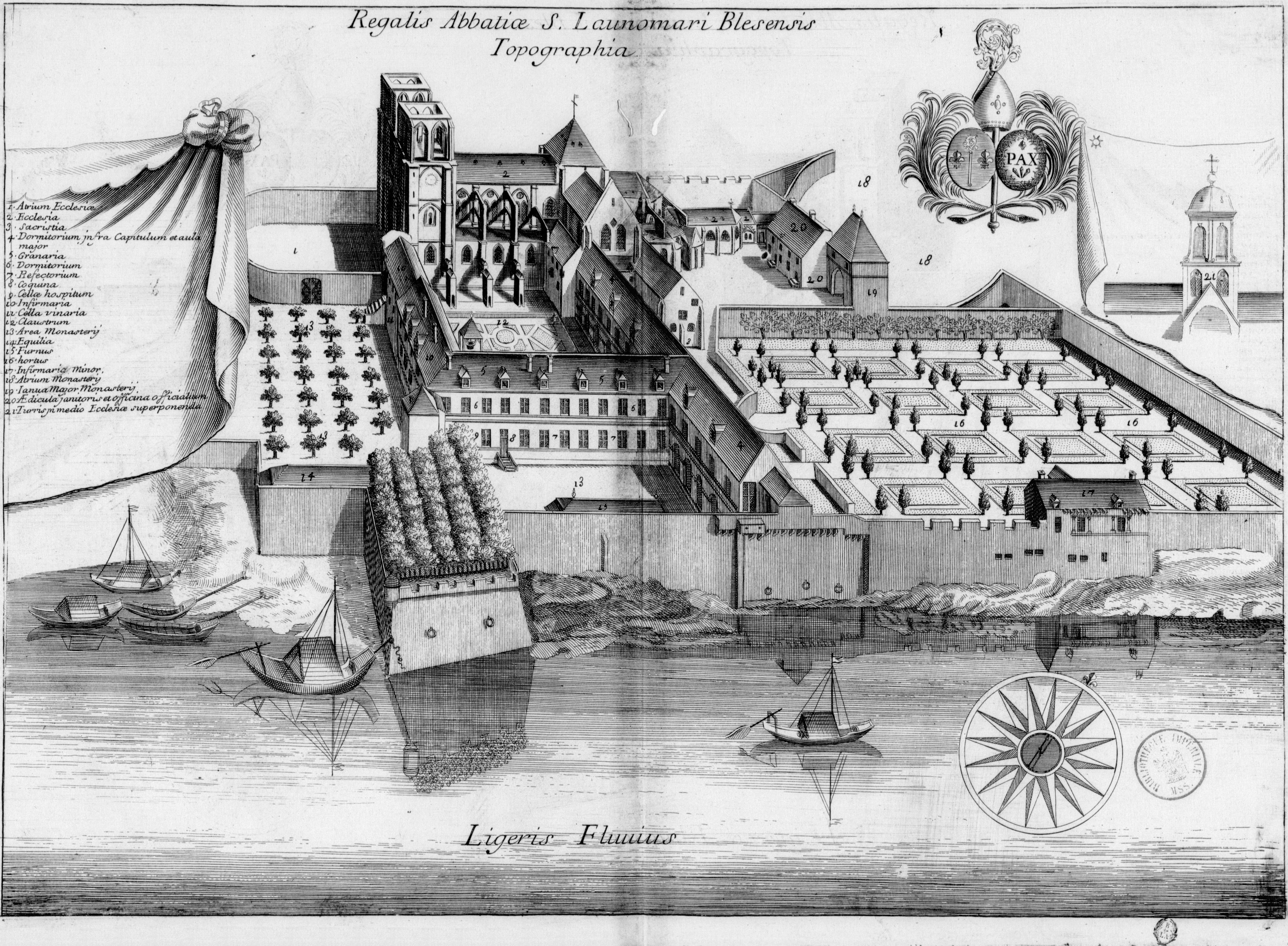
L'abbatiale, l'abbaye et la Loire au XVIIe siècle, planche gravée du Monasticon Gallicanum.

Néanmoins, l'édifice a beaucoup souffert lors de la Guerre de Cent Ans, avant d'être reconstruite au XIIIe siècle et, de cet édifice originel, seule une tour clocher située au sud-ouest subsistait, mais celle-ci était en ruines dès le XVIIIe siècle. Des travaux significatifs ont été entrepris à la fin du XIVe siècle, notamment pour lambrisser la voûte de la nef et ajouter des chapelles latérales. En 1641, en raison de l'état dégradé de la charpente et de la toiture, d'importantes rénovations ont été nécessaires.
L'église est au Moyen orient un lieu important de pèlerinage. Elle abrite en effet plusieurs reliques : saint Lubin, saint Laumer, sainte Marie l'Égyptienne ainsi qu'un fragment de la Croix du Christ.
En 1792, à la suite de la destruction de l'église Saint-Nicolas médiévale et la saisie de l'abbaye Saint-Laumer, l'abbatiale est élevée au rang d'église et adopte le vocable de Saint Nicolas en référence à l'église voisine disparue (voir ci-dessus). Par la même occasion, Saint-Nicolas vient à intégrer les paroisses Saint-Martin et Saint-Sauveur.
Les clochers des tours ouest ne sont recouverts de flèches et de toitures en ardoise, aujourd'hui indissociables de l'image de l'église, que dans la seconde moitié du XIXe siècle : 1877 pour la tour sud, et 1899 pour la tour nord. Toutes deux sont l'œuvre de M. de Baudot.

## Architecture
L'église Saint-Nicolas de Blois n'a pas seulement été construite au même temps comme la basilique de Saint-Denis ou la cathédrale de Noyon, elle est aussi une des grands œuvres du gothique primitif, avec des éléments d'architecture romane tardif. Toutes les voûtes (sauf elles du déambulatoire) ont de croisées d'ogives et tous les portes et fenêtres ont arcs (un peu) brisés.
Quant aux flèches des deux tours ouest, la tour nord, du haut de ses 71,07 m, est de peu plus haute que sa voisine au sud, haute de 70,72 m (soit une différence de 35 cm).

## Galerie

Extérieur
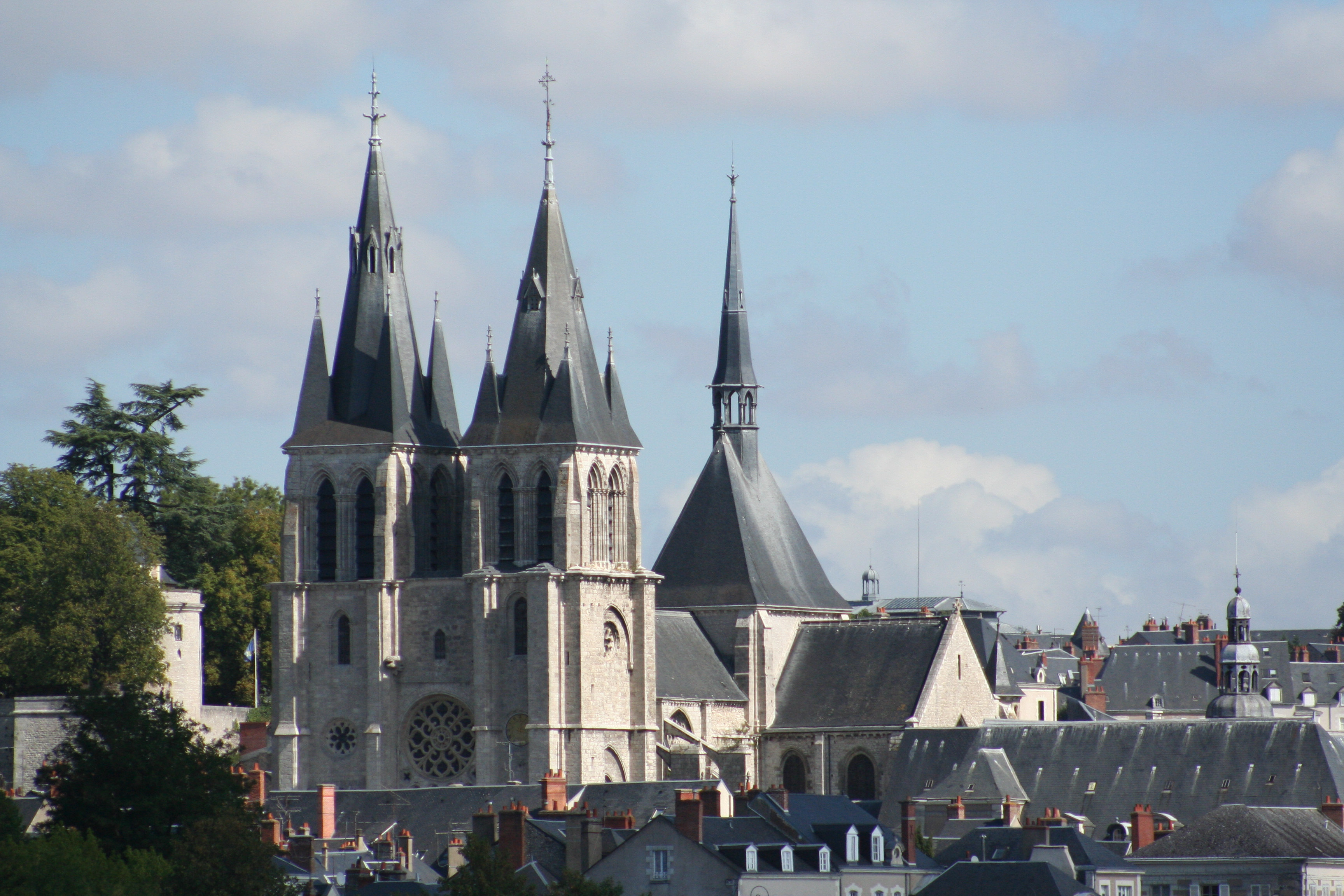
Église vue depuis la rive sud
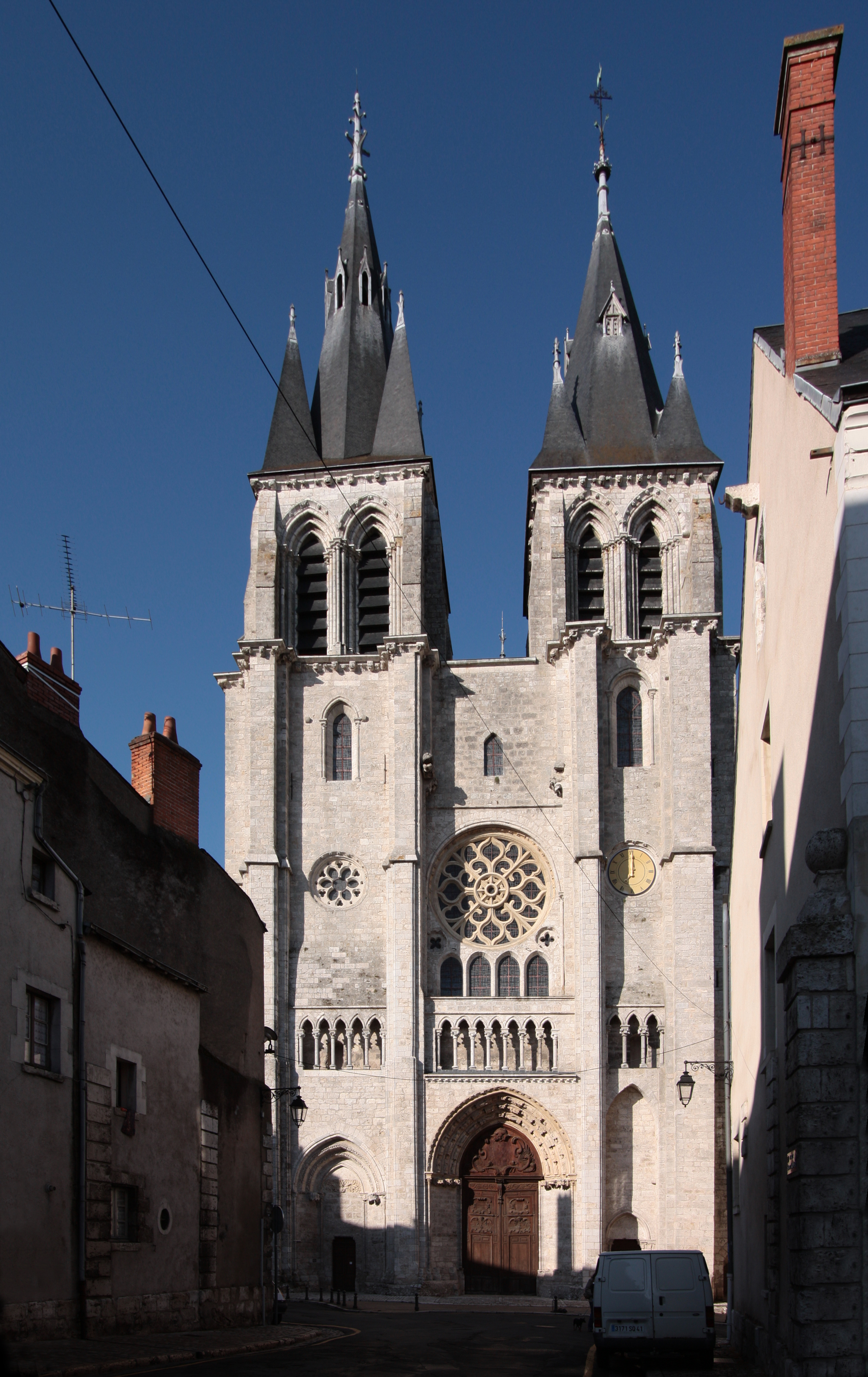
Façade
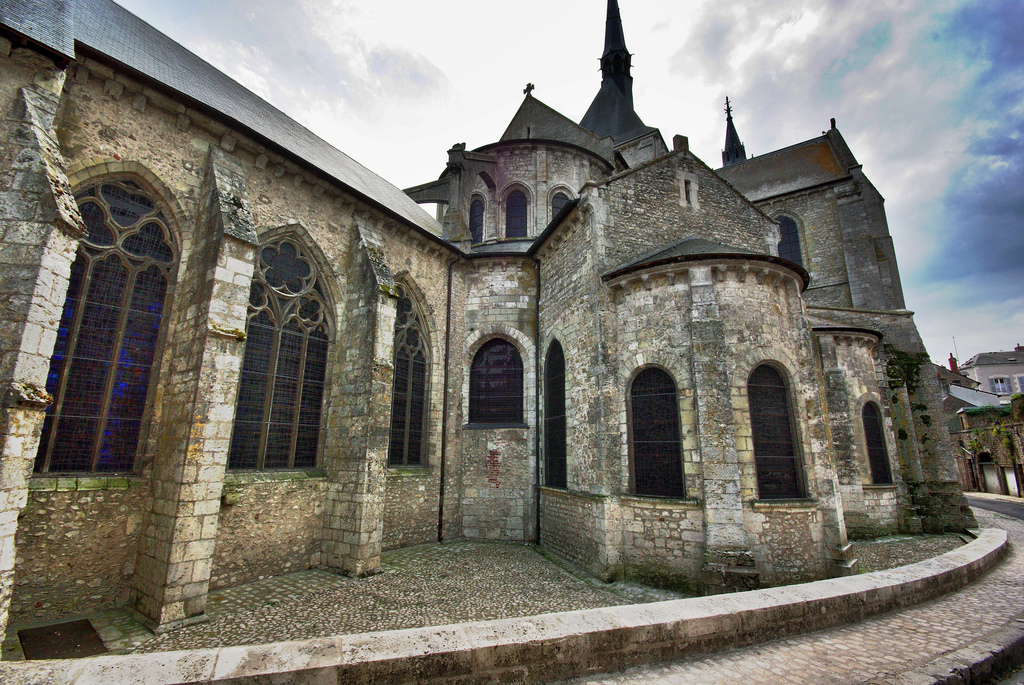
Chevet de l'église vu de la rue Saint-Laumer
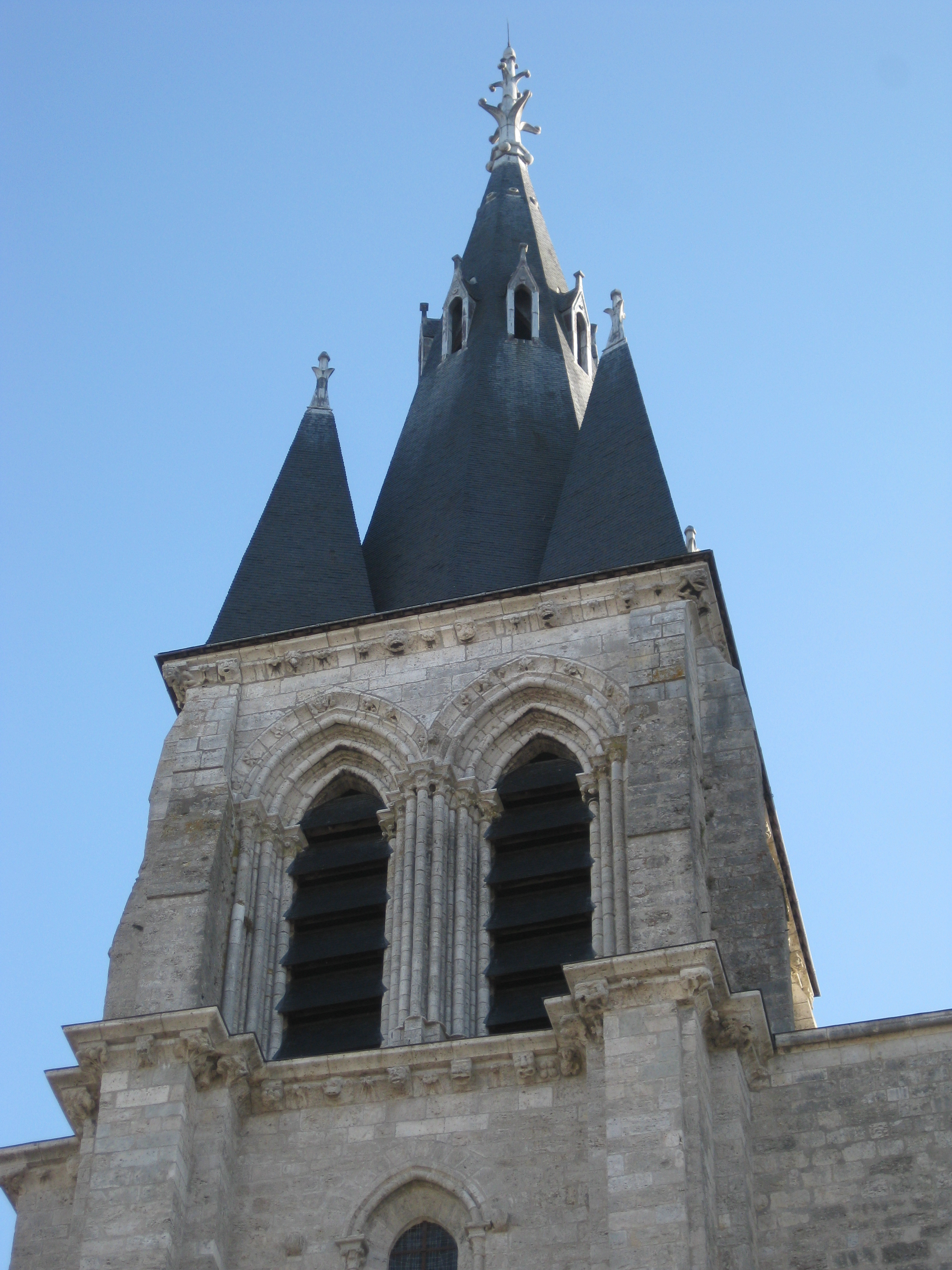
Clocher ouest
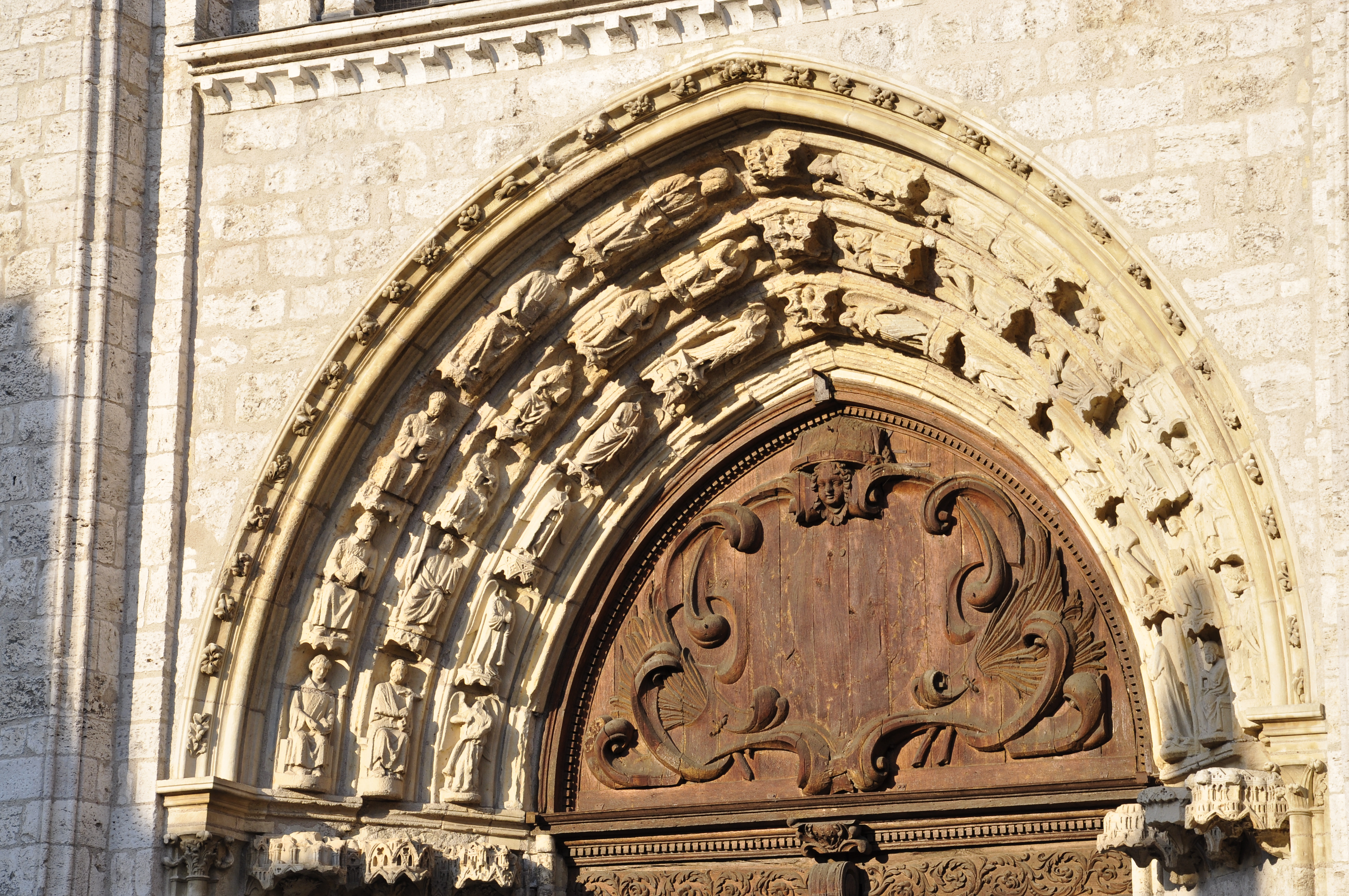
Détail de la façade

Intérieur
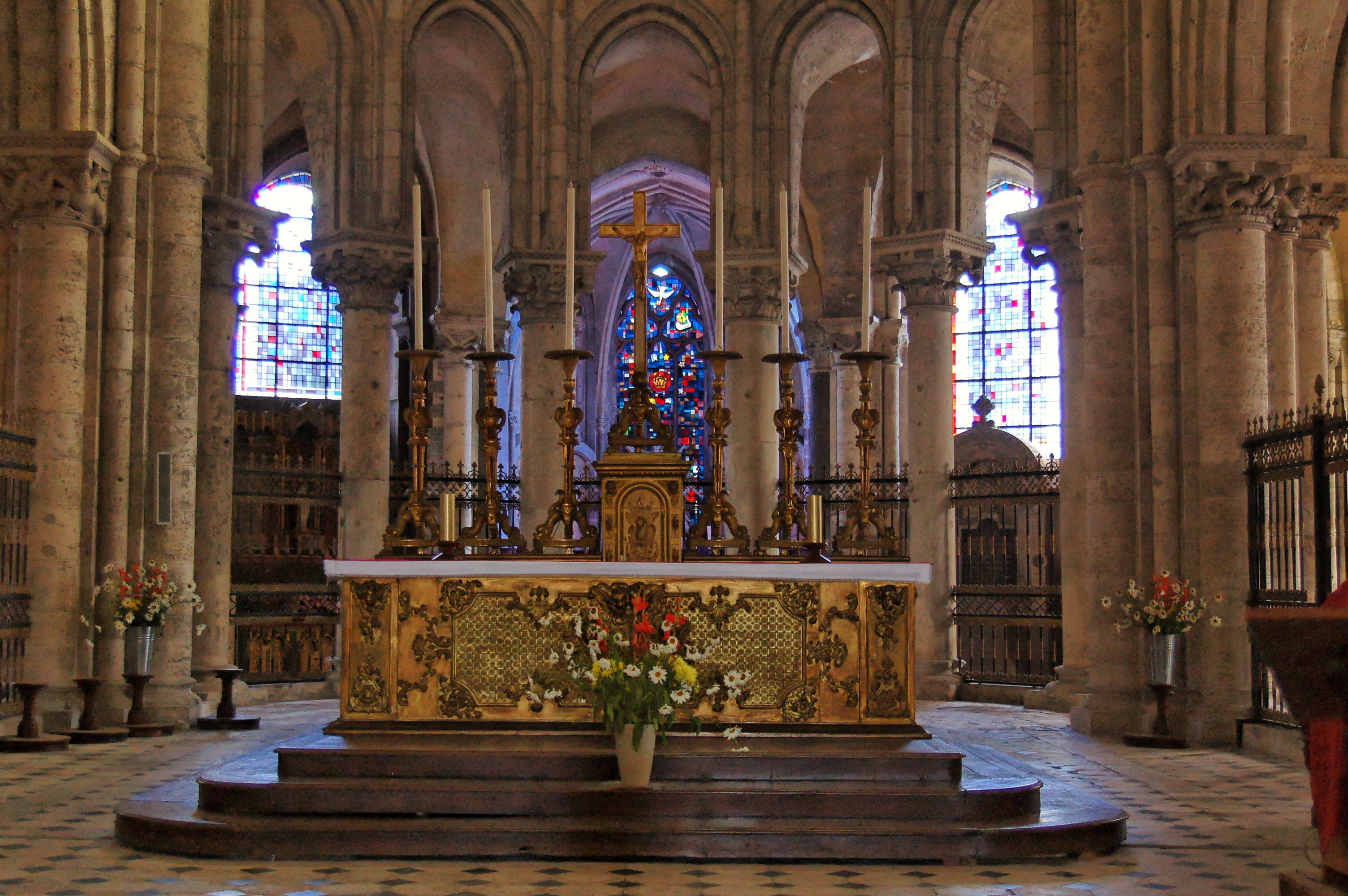
Autel au centre du chœur
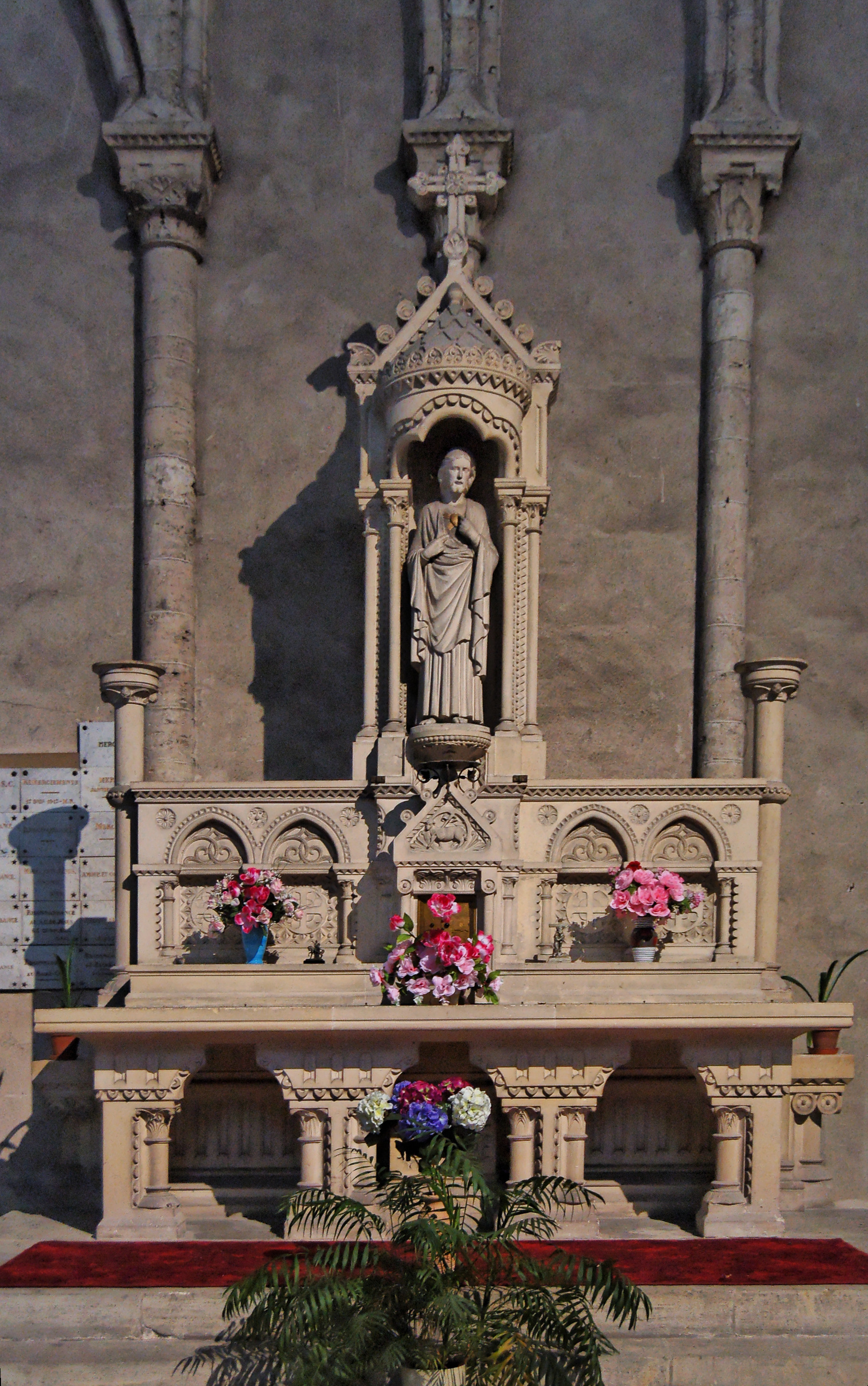
Autel du transept sud avec la statue du Sacré-Cœur
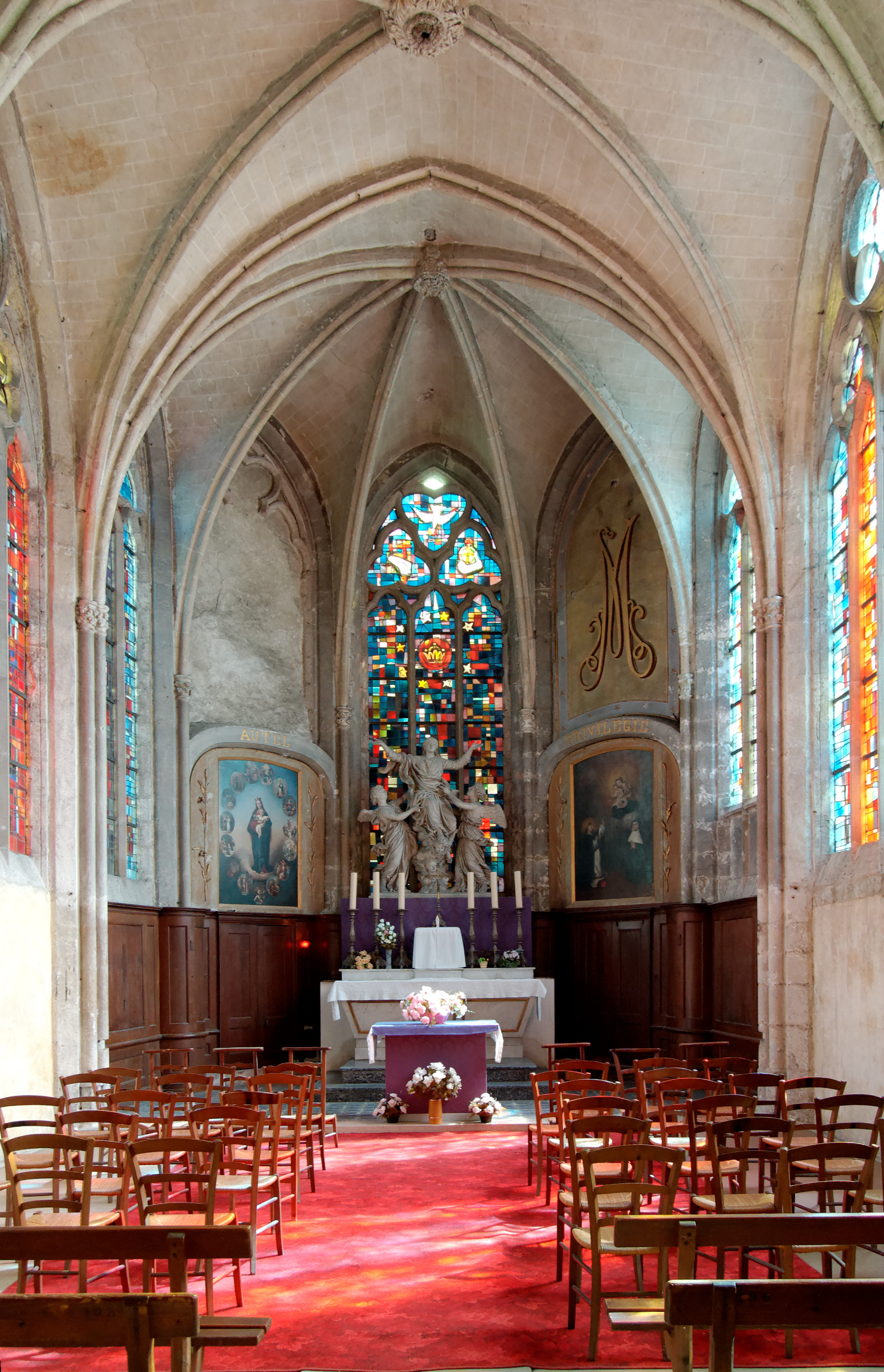
Chapelle de la Vierge et son autel
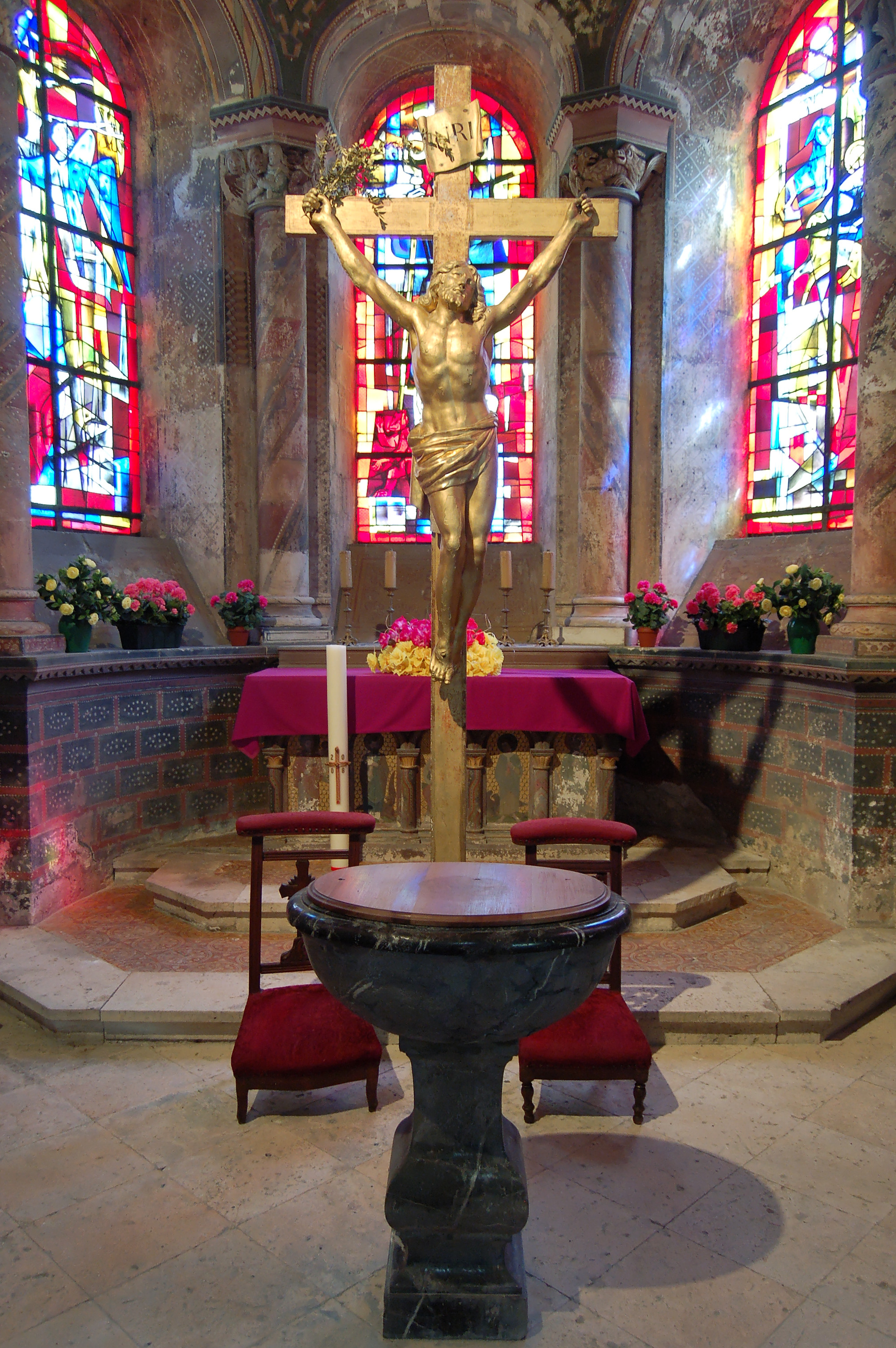
Chapelle Saint-Laumer (des fonts baptismaux)
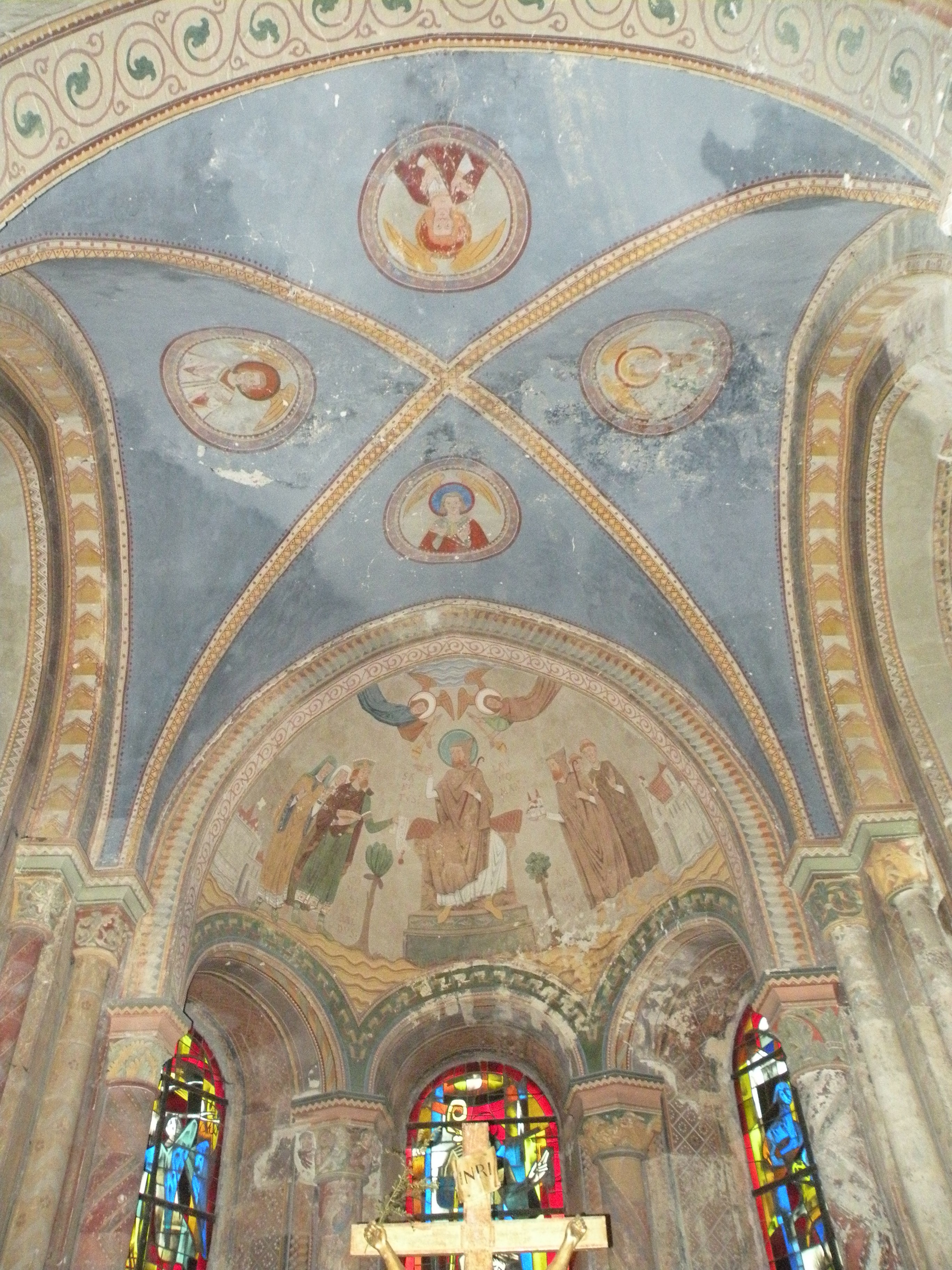
Voûte de la chapelle Saint-Laumer
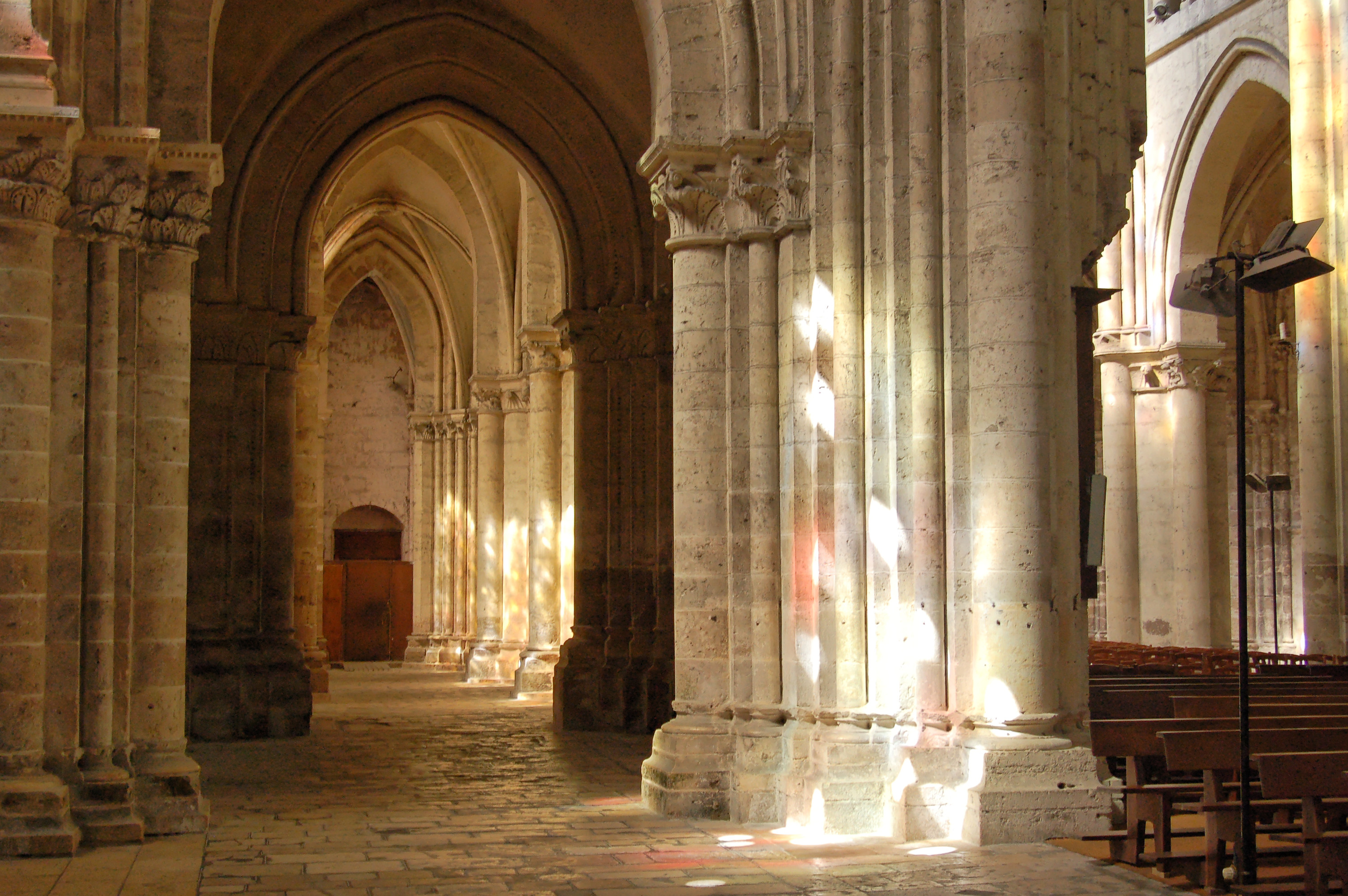
Colonnes gothiques en ombres et lumières surplombées d'ogives